# Castello di Wiligrad

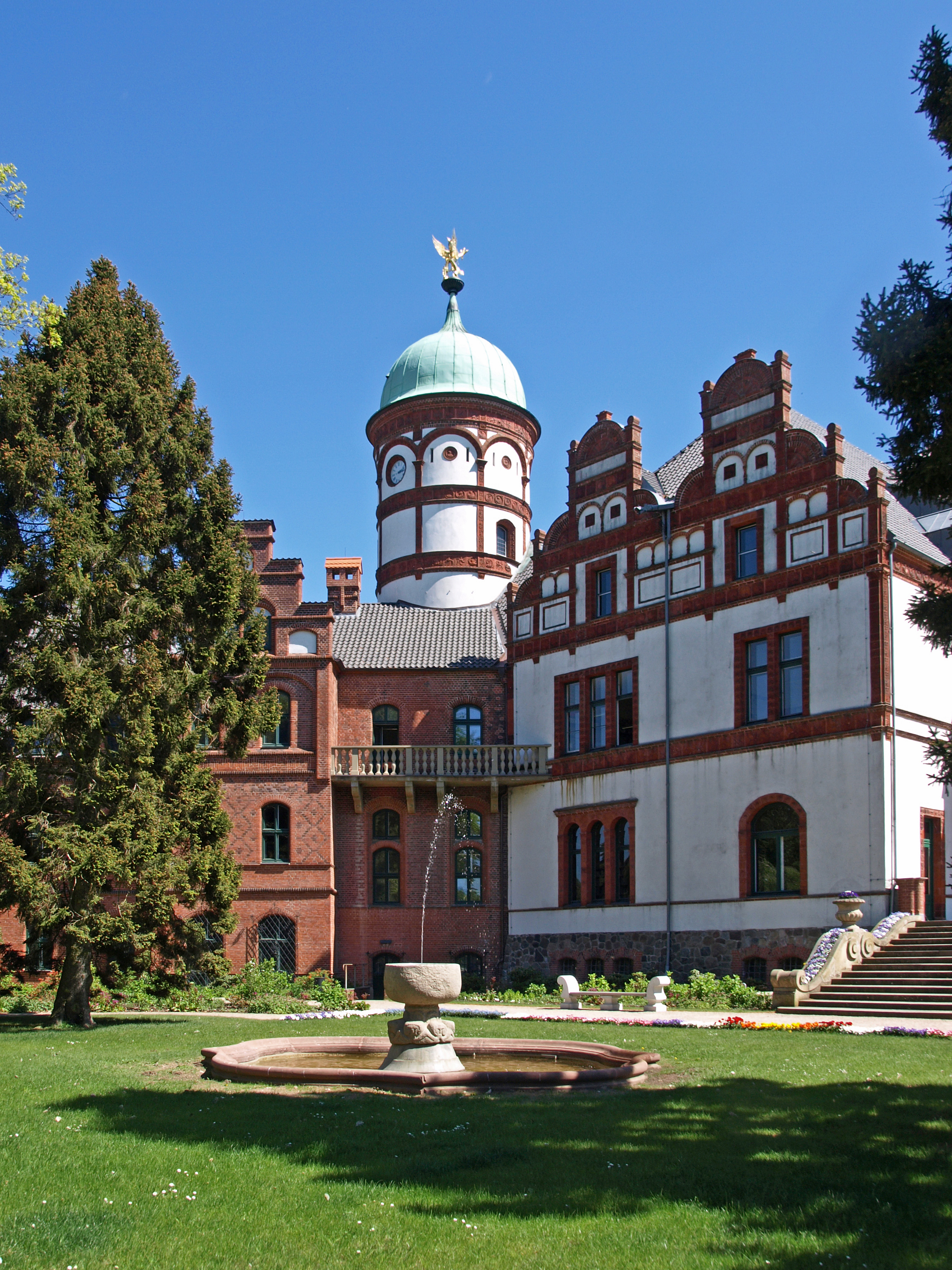
Un'ala del castello

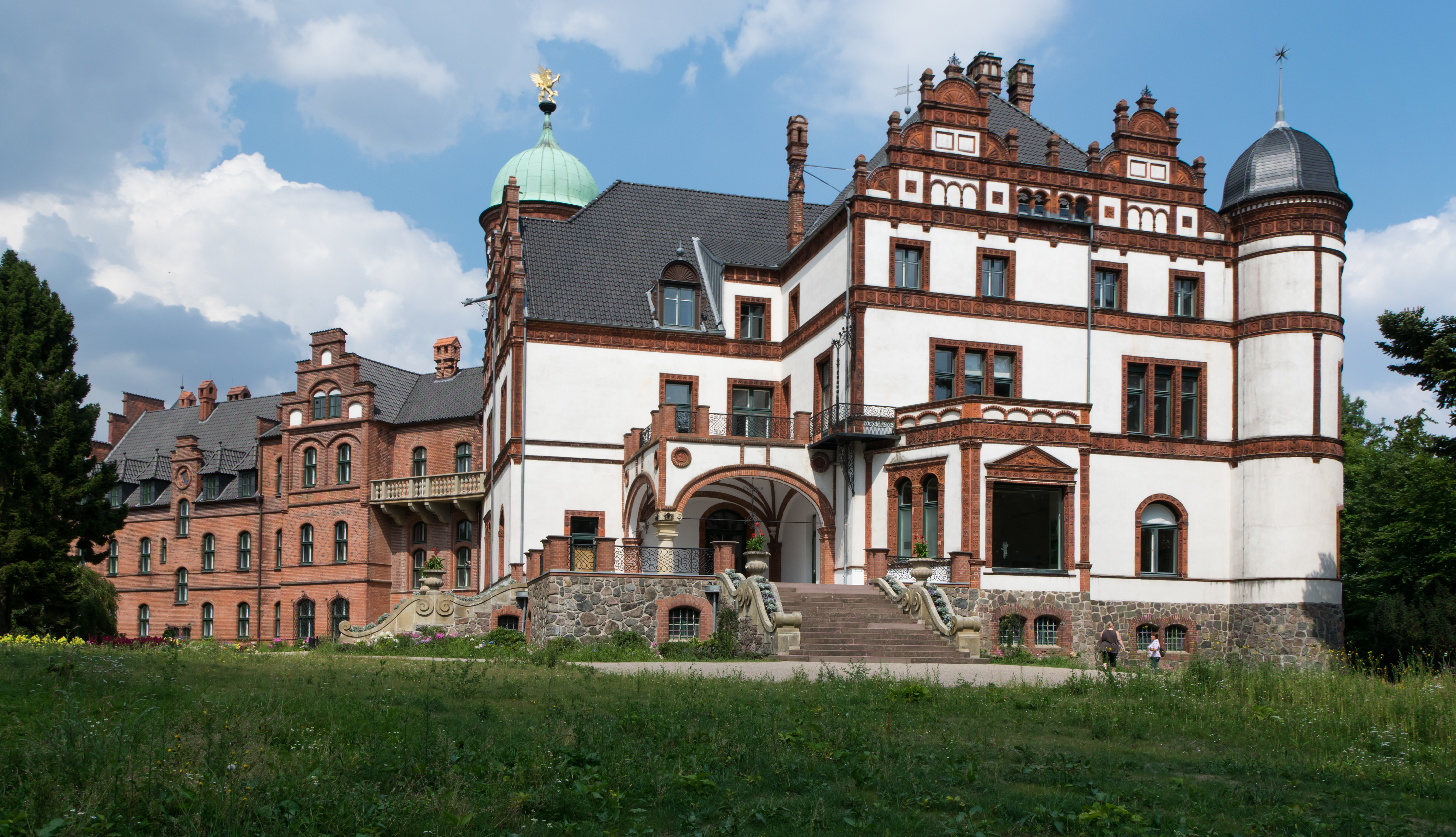
L'ala meridionale del castello

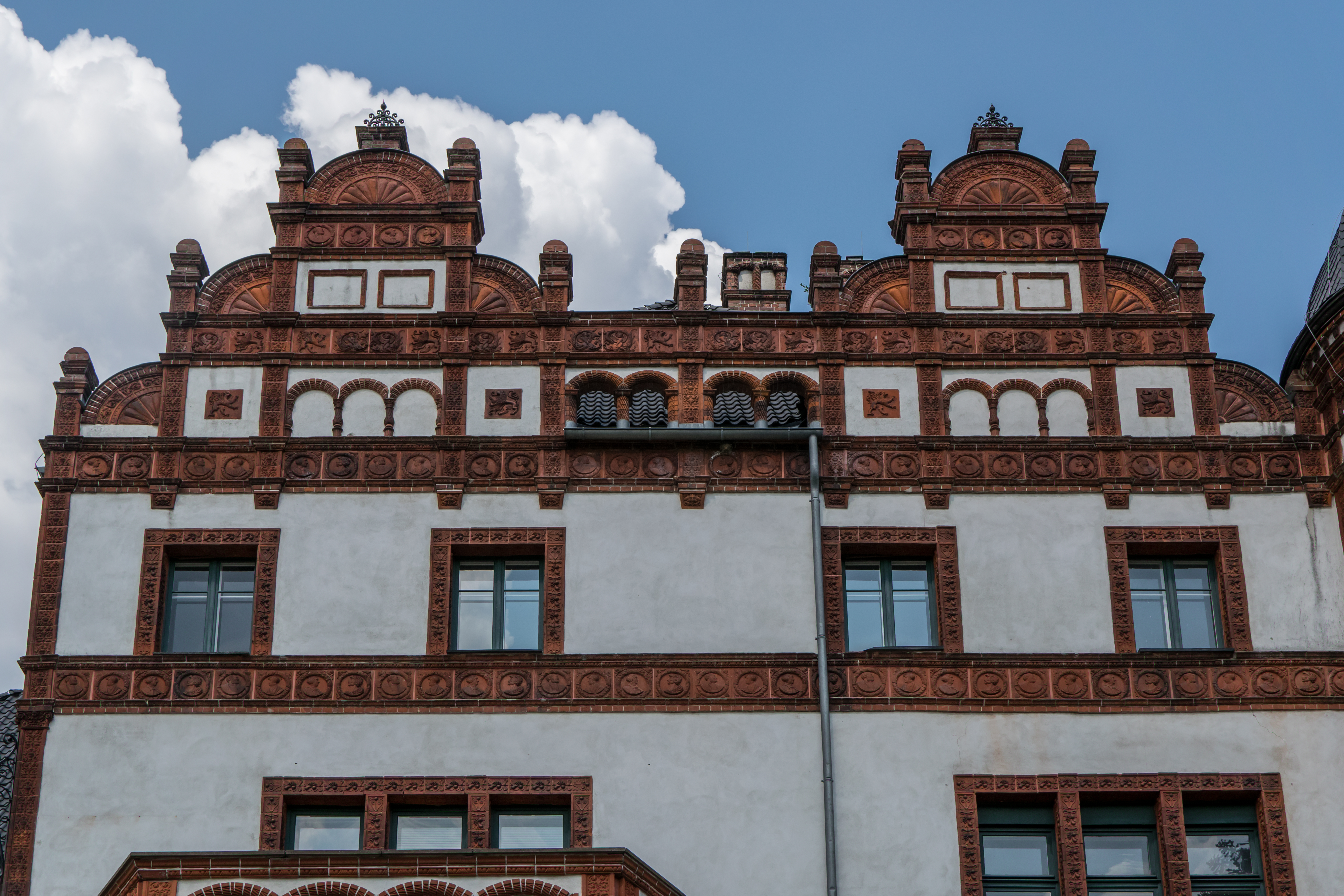
Dettaglio della facciata meridionale del castello

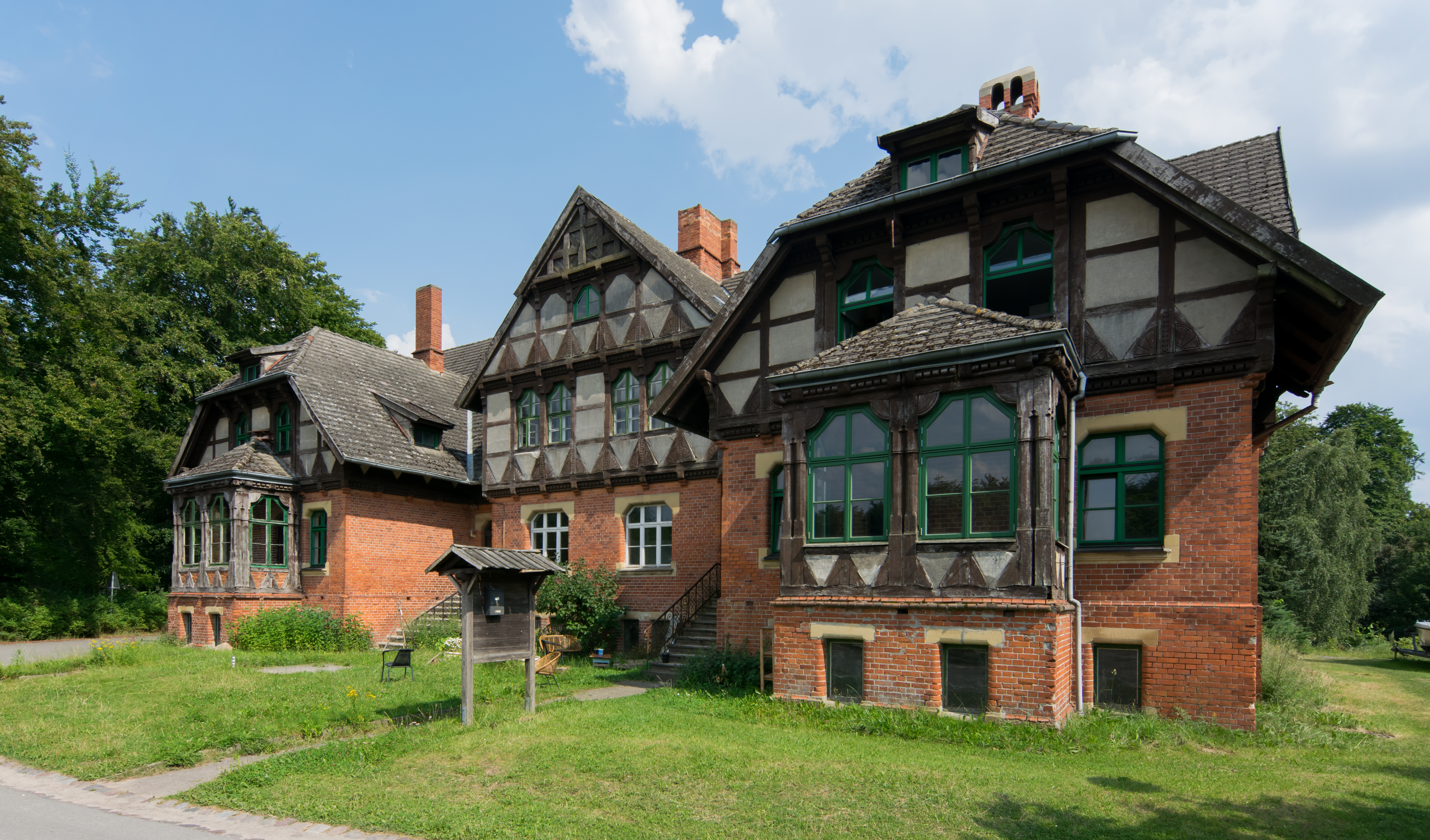
Edificio nel parco del castello

Il castello di Wiligrad (in tedesco: Schloss Wiligrad) è uno storico edificio in stile neorinascimentale della frazione tedesca di Wiligrad (comune di Lübstorf), nel Land Meclemburgo-Pomerania Anteriore, realizzato tra il 1896 e il 1898 su progetto dell'architetto Albrecht Haupt e per volere del duca Giovanni Alberto di Meclemburgo-Schwerin (in tedesco: Johann Albrecht zu Mecklenburg-Schwerin).  È uno dei castelli del Meclemburgo di più recente costruzione.

## Storia
Giovanni Alberto di Meclemburgo-Schwerin, figlio del granduca Federico Francesco II, iniziò a concepire l'idea di realizzare un castello non più tardi dell'inizio degli anni novanta del XIX secolo. I proventi per la costruzione derivarono in gran parte dall'eredità della moglie, che era figlia di una principessa olandese.
Giovanni Alberto di Meclemburgo-Schwerin commissionò il progetto all'architetto Albrecht Haupt. La costruzione dell'edificio iniziò nel 1896, anno del decimo anniversario di matrimonio del duca, e durò due anni. Inoltre, tra il 1896 e il 1903 furono realizzati attorno al castello un viale e una stradina pedonale.
Il duca chiamò l'edificio Schloss Wiligrad in ricordo di Wiligrad, un castello eretto in loco nel X secolo dal popolo slavo degli Obroditi e il cui nome significava "grande fortezza".
Il duca Giovanni Alberto di Meclemburgo morì nel castello di Wiligrad nel 1920 e l'anno seguente fu aperto al pubblico. L'edificio rimase di proprietà del casato di Meclemburgo-Schwerin fino al termine della seconda guerra mondiale, quando, il 2 maggio 1945 fu occupato dalle truppe britanniche e statunitensi.
Il 20 giugno 1945, nel castello di Wiligrad furono concordati i termini del trattato Barber-Ljačenko, che doveva determinare i confini tra il Meclemburgo-Pomerania Anteriore e lo Schleswig-Holstein, ovvero i confini settentrionali tra le due Germanie, e che fu poi firmato nel castello di Gadebusch il 13 novembre successivo.
In seguito, nel periodo in cui il Meclemburgo Pomerania-Anteriore, faceva parte della Repubblica Democratica Tedesca, l'edificio fu utilizzato dapprima come lazzaretto per ospitare i malati di tifo, istituto di formazione politica della SED e, dal 1951, scuola di formazione per la polizia.
Nel 1990, il castello di Wiligrad divenne di proprietà dello Stato. Da allora, l'edificio è gestito dall'associazione d'arte di Wiligrad (Kunstverein Wiligrad), che allestisce all'interno della strutture mostre di pittura, scultura e grafica.
Nel 2014, il parco attorno al castello fu ristrutturato con l'aggiunta di sculture realizzate da artisti celebri.

## Architettura
Il castello di Wiligrad si affaccia sul lago di Schwerin (Schweriner See) e si erge a circa 30 metri di altezza dalla sponda del lago. Il castello è circondato da un parco di 19 ettari (in origine erano 209).
Nel parco crescono oltre 3.000 alberi, perlopiù faggi e pini silvesti, e fiori quali tulipani e rododendri
Il palazzo si rifà allo stile Johann-Albrecht del XVI secolo.